# Two World Trade Center
Two World Trade Center (2 World Trade Center, 2 WTC), nebo 200 Greenwich Tower bude další budova světového obchodního centra navržená architektem Normanem Fosterem (ateliér Foster and Partners) momentálně ve výstavbě (k březnu 2020). Tato 82podlažní, 403 metrů vysoká budova bude jednou z nejvyšších budov v New Yorku. Střecha této stavby bude šikmé zrcadlo ze kterého se v dopoledních hodinách budou odrážet sluneční paprsky směrem na Památník 11. září. K dokončení by mělo dojít v roce 2024.